# Douglas, Cork
Douglas är en ort i republiken Irland.   Den ligger i grevskapet County Cork och provinsen Munster, i den södra delen av landet, 220 km sydväst om huvudstaden Dublin. Douglas ligger 11 meter över havet och antalet invånare är 25 655.
Terrängen runt Douglas är huvudsakligen platt. Douglas ligger nere i en dal. Runt Douglas är det tätbefolkat, med 442 invånare per kvadratkilometer. Närmaste större samhälle är Cork, 3,6 km nordväst om Douglas. Trakten runt Douglas består i huvudsak av gräsmarker.

## Shopping och affärer
Douglas öns centrum har två huvudgator, Douglas East och Douglas West, som ligger cirka 300 meter från varandra. Detaljhandel är också centrerad kring två köpcentrum, Douglas Court Shopping Center och Douglas Village Shopping Center. "Douglas Court" (förankrad av Dunnes Stores) byggdes i början av 1990-talet och "Douglas Village" (förankrad av Tesco, Marks and Spencer och TK Maxx) utvecklades ursprungligen på mitten av 1970-talet och var det andra köpcentret någonsin byggd i Irland.
Douglas var tidigare platsen för huvudkontoret för Cork och Limerick Savings Bank. Den här banken fusionerades emellertid till Trustees Savings Bank 1992. Det tidigare huvudkontoret användes ursprungligen fortfarande för regional administration, men denna funktion överfördes till en ny byggnad i Cork Airport Business Park.
En bondmarknad hålls varje lördag morgon utanför Douglas Village Shopping Center entré.

## Religiösa församlingar

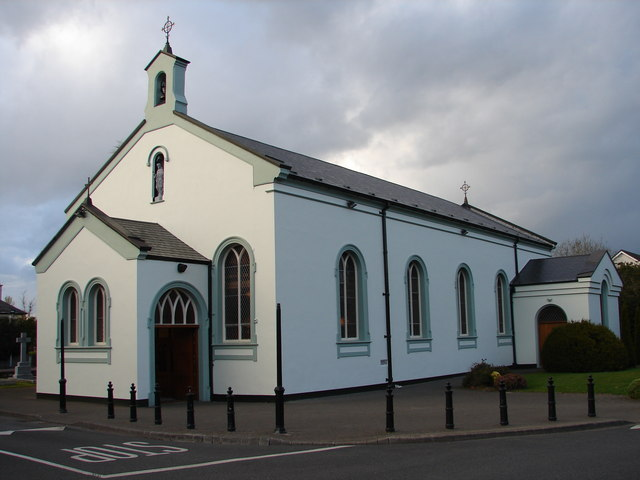
St. Columbas katolska kyrkan, Douglas

Från och med 2016-folkräkningen identifierades 79% av befolkningen i Douglas valfördelning som katolik, med St. Columbas som den första katolska församlingskyrkan i området, som daterades till 1814. Från 1960-talet med bostadsutveckling och befolkningstillväxt i Douglas överbefolkning i St. Columbas ledde till ett beslut att bygga en ny katolsk kyrka i Grange / Frankfield-området. Denna nya kyrka (inkarnationskyrkan) invigdes 1976, och var en kapell av lättnad till Douglas socken innan den separerades i sin egen socka 1982. St Patrick's Catholic Church betjänar Rochestown-området och dateras till 1991